# Magdalen Bridge
Magdalen Bridge är en bro över floden Cherwell i östra utkanten av Oxfords stadskärna. Den förbinder Oxfords öst-västliga huvudgata High Street med den stora korsningen The Plain, där de östra utfartsvägarna från centrala Oxford förgrenar sig. Namnet kommer från det närbelägna Magdalen College.

## Historia
En bro på platsen omnämns första gången 1004, troligen en enklare träkonstruktion eller vindbro. Under senmedeltiden ersattes bron av en stenbro, omkring 460 meter lång och med 20 valv. Under 1700-talet blev bron otillräcklig för den ökande trafiken, då den var för smal för att tillåta två ekipage att passera varandra. Brist på underhåll och de återkommande översvämningarna ledde till slut till att delar av de västra valven kollapsade under vårfloden i februari 1772, så att en nybyggnation blev nödvändig.
Den nya bron ritades av arkitekten John Gwynn med samma längd som den tidigare men fördelad över 11 olika stora valv. Flodens båda fåror har tre halvcirkelformade valv vardera, samt två mindre på varje sida som tillät passage längs de dåvarande dragvägarna. Ett centralt elliptiskt valv på den centrala ön sammanbinder de båda delarna. Originalritningarna förvaras i British Library.
Bron uppfördes under ledning av John Randall från 1772 till 1790, ursprungligen med en bredd av 8,2 meter (27 fot) som omfattade en körbana och två trottoarer. Bron öppnades för trafik 1778 men balustraden och den sydvästra delen färdigställdes först 1782 respektive 1790. 
Gwynns originalritningar inkluderade extravagant utsmyckning i form av skulpturer och sfinxer som beställdes av Henry Webber 1788 men som därefter avbeställdes 1782. Balustraderna har i modern tid bytts ut till följd av nedbrytning genom föroreningar.
Trots opposition från medlemmar av Oxfords universitet breddades bron 1882 för anläggandet av en spårväg. Bron breddades med 6,1 meter på södra sidan men behöll i övrigt sin ursprungliga utformning.
Bron är en samlingspunkt vid Oxfordstudenternas traditionella May Morning-firande 1 maj. Då många studenter skadats vid hopp från bron, på grund av det låga vattenståndet i Cherwell, har bron under senare tid varit avstängd 1 maj.